# Listă de scriitori maramureșeni
- Augustin Buzura - (n. 22 septembrie 1938, Berința); Prozator. Academician. Președinte al Fundației Culturale Române, președinte al filialei române a Academiei Italiene de Cultură și Știință, secretar responsabil de redacție la revista Tribuna, în pagina careia a și debutat[1]. Debut: povestirea „Pământul” (revista Tribuna, 1960). Romanul „Absenții” - premiul USR (1970); „Fețele tăcerii” - premiul USR (1974); „Orgolii” - premiul „Ion Creangă” al Academiei, „Vocile nopții” - premiul USR (1980), „Refugii” - premiul USR (1984). Alte romane: „Capul bunei speranțe” (1963), „Recviem pentru nebuni și bestii” (1999).

- Nicolae Breban - (n. 1 februarie 1934, Baia Mare); Prozator. Redactor-șef la România Literară (1970-1973). Director la revista Contemporanul, editată de Fundația Culturală Ideea Europeană (din 1990)[2]. El este unul dintre cei mai importanți și prolifici prozatori români contemporani. A debutat literar în revista „Viața studențească”, în 1957[3] . Debut: schița „Doamna din vis” (Viața Studențească, 1957); roman de debut „Francisca” (1965) - Premiul „Ion Creangă” al Academiei Române, „Animale bolnave” - premiul pentru proză al USR (1968); „Buna-vestire” - premiul USR (1977), „Amfitrion” - premiul USR (1994), premiul „Omnia” pentru întreaga operă literară - Salonul de carte de la Oradea (1995), premiul Național de Literatură acordat de Uniunea Scriitorilor pe anul literar 1999. Membru titular al Academiei Române. Alte romane: „În absența stăpânilor” (1966), „Don Juan” (1981), „Drumul la zid” (1984), „Pândă și seducție” (1991).

- Ion Burnar - (n. 24 octombrie 1947, Dragomirești); Poet. Publicist. Debutează în 1966 cu versuri în ziarul local[4]. Membru al USR și al Societății Academie sans frontieres. Premiul Editurii Eminescu (1981) și Premiul pentru cel mai valoros volum de debut al anului (1983) al USR pentru volumul „Memorandum liric” (1982); Alte volume:, „Viața la țară cu și fără Tănase Scatiu” (1982), „Gâlceava scopului cu mijloacele” (1998), „Aici provincialul... aștept metropolitanii” (2000) „Tratat de aristologie” (2007).

- Gheorghe Mihai Bârlea - (n. 10 februarie 1951, Nănești). Poet. Consilier șef al Inspectoratului pentru Cultură Maramureș, prefect al județului Maramureș. Membru fondator al Fundației Academia Civică. Unul dintre inițiatorii Festivalului Internațional de Poezie de la Sighetu Marmației și ai simpozionului Memorialul Sighet. În perioada 1972 – 1990 a fost bibliotecar, bibliotecar șef, coordonator și director al Bibliotecii Municipale Sighetu Marmației, profesor la liceele din municipiu. În anul 2000 obține titlul de doctor în sociologie[5]. Debutează în revista Astra (1970), Premiul pentru debut (vol. „Din penumbră”) la Salonul Național de carte de la Cluj (1998). Membru USR.
- Florica Bud - (n. 21 martie 1957, Ulmeni, Maramureș).[6] Poetă, prozatoare, publicistă. Liceul „Gheorghe Șincai” Baia Mare și  Facultatea de Mine Petroșani (1981). Membru al Uniunii Scriitorilor din România, din 1998. Membru al Organizației Internaționale Poetas del Mundo. Director al Institutului Cultural Roman — Filiala Maramureș 2012-2013. Președintele Cenaclului Scriitorilor din Maramureș). Debut absolut: Revista literara Artpanorama, 1997, proză scurtă. Premii: 2022: L’Accademia Internazionale Il Convivio conferisce Diploma D Onore a Florica Bud, Terza classificata al Premio „Pablo Netuda 2022” nella sezione „Autori in lingua straniera – Libro edito di Poesie” con l’opera Duhul oceanelor reci. 2020:L’Accademia Internazionale Il Convivio conferisce Diploma D Onore a Florica Bud, Concorso „Poesia, Prosa e Arti figurative” 2020, nella sezione „Libro edito – Autori stranieri” con l’opera Măturătorii cerului. 2019: Diplomă de Excelență -- pentru susținerea sentimentelor autentice românești „Dorurile” și „Iubirea”, acordat de către Academia Română, Institutul de Filozofie și Psihologie „Constantin Rădulescu-Motru”; 2017: Premiul Scriitorul Anului 2017 și Marele Premiu Pentru Literatură, acordat de către Consiliul Local și Primarul Municipiului Baia Mare. 2016: Premiul pentru proză, acordat de către Revista „Nord Literar”. 2014: Premiul pentru proză și publicistică, acordat de către Revista  Acolada, Satu Mare. 2011: Diplomă de Excelență pentru intreaga activitate și propășirea valorilor județului Maramureș, Baia Mare. 2011: Premiu special pentru promovarea culturii, Gala femeilor de succes ale anului 2010, Ediția a VII-a, 2011. 2010: L’Accademia Internazionale Il Convivo conferisce a Florica Bud Premio speciale per la Tematica al Premio „Poesia, Prosa e Arti figurative”, nella sezione „Libro edito – Poesia” con l’opera Je perds le monopole de l’amour. 2010: Diplomă, Festivalul Poeților din Balcani, Brăila. 2010: Premiul revistei Nord literar, pentru poezie. 2007: Diplomă — Oameni de seamă ai Sălajului, Zalău. 2006: Premiul de Excelență al Primăriei Sectorului 2, pentru contribuția la dezvoltarea patrimoniului cultural al literaturii române, București. 2006: Premiul Asociației Scriitorilor București, Bărbatul care mi-a ucis sufletul într-o joi. 1998: Premiul revistei Art-Panorama, București. 1993: Premiu — Concursul Cărțile anului 1992, Baia Mare, Iubire, sunt un obiect nezburător. 1991: Premiu — Concursul de proză și teatru Inspectoratul de Cultură, Baia Mare.  1990: Premiu — Concursul de literatură „Sorin Titel”, Ediția a IV-a, Caransebeș. Referințe în: XXX, Dicționarul General al Literaturii Române, Academia Română, Editura Muzeul Literaturii Române, București 2017. Scriitori ai Transilvaniei, Dicționar critic ilustrat alcătuit de Irina Petraș, Editura Eikon, Cluj-Napoca, 2014, p. 61. George Marcu, Personalități Feminine Contemporane din Romania. Dicționar biografic, Editura Meronia, București 2013, p. 84. Caiet Bibliografic Aniversar, Biblioteca Județeană „Petre Dulfu” Maramureș, 2008. Biblioteca Județeană „I.S. Bădescu” Sălaj: Oameni de seamă al Sălajului, Vol. II, Zalău, 2006, p. 332.  XXX, Dicționarul General al Literaturii Române, Academia Română, Editura Univers Enciclopedic, 2005, p. 685. Vacanță în infern, Horia Gârbea, Editura Muzeul Literaturii Române, 2003,p. 106. O istorie a literaturii pentru copii și adolescenți, Iuliu Rațiu, Editura „Biblioteca Bucureștilor” 2003, p. 283. Scriitori din Maramureș, Ion, M.Mihai – analize și interpretări, Editura Limes, Cluj-Napoca 2003, p. 87. Autori Maramureșeni, Biblioteca Județeană „Petre Dulfu” Maramureș- dicționar biobibliografic, Editura Umbria, 2000, p. 95.

- Vasile Chira - (n. 7 noiembrie 1962, Breb, Maramureș). Filosof, teolog, dramaturg, eseist, poet și prozator, lector universitar la Facultatea de Teologie „Andrei Șaguna”, Universitatea „Lucian Blaga” din Sibiu. Membru al USR  din aprilie, 2006[7]. Vasile Chira este de asemenea președintele Institutului de Studii-, Pluri-, Inter- și Transdisciplinare / Institute of Pluri-, Inter- and Transdisciplinary Studies (IPITS) și solistul grupului folcloric „Dacii liberi” din Maramureș.Volume:Scrisoarea unui bolnav de SIDA către Cer. Perspective medicale și teologice ale infecției HIV/SIDA, Ed. Dacia, Cluj, 1999;Homo interrogans (poeme), Ed. Dacia, 1999 ;Curs de limba latină pentru studenții facultăților de teologie Vol. I, Morfologia, Ed. Napoca Star, Cluj-Napoca, 2000 ;Jocul eonilor (poeme), Ed. Eikon, 2004;Requiem. Dialogul lutului cu Ființa, Ed. Eikon, 2005;O noapte cu Dumnezeu (poeme), Ed. Eikon, 2006;Dominantele gândirii cioraniene, Ed. Univ. „Lucian Blaga” Sibiu 2006; Curs de limba greacă veche Vol.I Morfologia, Ed. Univ. „Lucian Blaga” Sibiu, 2006;Fragmentarium, Ed. Univ. „Lucian Blaga” Sibiu, 2006;Nicanor și Secunda (tragedie în șapte acte), Ed. Eikon, Cluj-Napoca, 2007;Problema Transcendenței la Cioran, Ed. Univ. „Lucian Blaga” Sibiu 2007;Istoria filosofiei presocratice în 492 de capete, Ed. Univ. „Lucian Blaga” Sibiu 2007;Orologiul (roman), Ed. "Dacia" Cluj-Napoca, 2010; Prelegeri de filosofie, Ed. Univ. „Lucian Blaga”, Sibiu, 2010;Studii de pluri-, inter- si transdisciplinaritate, Ed. Univ. „Lucian Blaga”, Sibiu, 2012n;Lecții de filozofie, Ed. Univ. „Lucian Blaga”, Sibiu, 2012 Limba greacă, Vol. II, Sintaxa propoziției, Editura „ASTRA Museum” Sibiu, 2014;Limba latină, Vol. II, Sintaxa propoziției vol.II, Editura „ASTRA Museum” Sibiu, 2014 ;Antologie de literatură patristică (selecția textelor, introduceri, traducere din lb. greacă și lb.latină, note și vocabular de Vasile Chira), Editura „ASTRA Museum” Sibiu, 2014;Liber miscellaneus, Editura „ASTRA Museum” Sibiu 2014;Analitica existentială La Cioran/ Existential analytic for Cioran(Editie bilingva), Editura „ASTRA Museum” Sibiu, 2014.

- Gavril Ciuban - (n. 10 iulie 1951). Poet[8]. În 1980 - Marele Premiu Vasile Lucaciu și Premiul USR, în 1982 premiul revistei Luceafărul, în 1984 Premiul I la Festivalul Nichita Stănescu, în 1985 Marele premiu la Festivalul de poezie de la Sighet și premiul revistei România Literară. Membru USR. Volume: „Cultivatorul de pietre și tandra dihanie” (1992), „Fântâna cu ghinturi” (1996);

- Gheorghe Chivu - (1912, Chirnogeni, Dobrogea-1986). Poet, pictor. Premiul Fundațiilor Regale, volume: „Zumbe” (1946). Membru USR. Alte volume: „Metope” (1972), „Cantoria” (1981), „Brazde străbune” (1984);

- Petre Dulfu - (1856-1953). Scriitorr, doctor în filosofie. Membru fondator al „Societății de lectură a elevilor români”. A debutat în 1872 în revista „Familia”. Autor de lucrări pedagogice și manuale școlare. Lucrarea „Foloasele învățăturii” - promovată de Academia Română. Membru al Societății Scriitorilor Români. Autorul celebrei „epopei poporane” - „Isprăvile lui Păcală” (1894). Alte lucrări: „Legenda țiganilor” (1900), „Din lumea satelor”, „Snoave” (1909), „Gruia lui Novac” (1913), „Povestea lui Făt Frumos” (1919), „Zâna florilor” (1926) etc.

- Petre Got - (n. 20 septembrie 1937, Desești). Poet. Debut în revista Steaua (1964). Colaborări la Tribuna, Viața românească, Luceafărul, România Literară, Steaua, Ateneu. Membru al USR. Volume: „Cer înfrunzit” (1969), „Glas de ceară” (1972), „Masa de mire” (1975), „Ochii florilor” (1976), „Dimineața cuvântului” (1980), „Inima lui septembrie” (1996) etc.

- Ioan Groșan - (n. 3 octombrie 1954, Satulung). Prozator, dramaturg. Membru fondator al grupului literar „Ard amatoria”, director artistic al studioului de creație cinematografică al Ministerului Culturii, redactor și colaborator la diverse publicații bucureștene. Marele premiu al „Primăverii studențești” pentru piesa „Școala ludică” (1978), Premiul de Debut al USR - „Caravana cinematografică” (1985), premiul pentru proză al revistei Astra pentru volumul „Trenul de noapte” (1989),  premiul pentru proză al USR pentru volumul „O sută de ani de zile la Porțile Orientului” (1992). Membru USR.

- Marian Ilea - (n. 25 august 1959, Ieud). Prozator, dramaturg. Membru al Uniunii Scriitorilor și al Cercului Profesionist de Lectură de pe lângă Muzeul Literaturii Române. Volumul „Desiștea” (1990) - premiul pentru proză la Salonul Național de Carte de la Cluj Napoca, „Ariel” (1997) - premiul Uniunii Scriitorilor la secțiunea dramaturgie. Alte volume: „Desiștea II” (1994), „Povestiri din Medio Monte” (1998) - premiul internațional de proză al Europei de Est, „Vacek” (2000) - premiul Asociației Scriitorilor București, „Casa din Piața Gorki” (2002), „Ceasul lui Brunnikov” (2004), „Medio Monte” (2005) - premiul „Liviu Rebreanu” al Academiei Române, „Povestiri cu noimă” (2006).

- Victor Iancu - (n. 26 martie 1936). Lingvist, prozator, dramaturg. Doctor în filologie. Profesor universitar. Secretar general al Comisiei Naționale a României pentru UNESCO. Membru USR, al Societății de Lingvistică Română (Paris). Volume: „Limbaj cotidian și rostire literară” (1977), „Întrebări în asfințit” (povestiri, 1983), „Drum de piatră” (roman, 1986), „Pensiunea Barbagia” (roman, 1992), „De la Revoluție la Restaurație” (1994) etc. Coautor al monografiei „Graiul, etnografia și folclorul zonei Chioar” (Premiul Academiei Române, 1985).

- Alexandru Ivasiuc - (1933-1977). Prozator. Redactor-șef la Editura Cartea Românească, secretar al Uniunii Scriitorilor, director al Casei de filme 1. Debut: schița „Timbrul” (în Gazeta literară, 1964);„Vestibul” - premiul pentru proză al USR (1967). Alte volume: „Interval” (1968), „Păsările” (1970), „Corn de vânătoare” (1972), „Apa” (1973), „Iluminări” (1975), „Racul” (1976).
- Ion Iuga - (1940-1993); născut în Săliștea de Sus. Poet, traducător. Volume: „Tăceri neprimite” (1969), „Almar” (1970), „Țara fântânilor” (1971), „Irosirea zăpezilor” (1974), „Din Marmația” (1977), „Ieșirea din vis” (1982), „Povara umbrei” (1987).

- Vasile Igna - (4 martie 1944, Ardusat). Poet, traducător; director la Editura Dacia. Consilier la Ambasada României la Paris. Membru al grupării literare Echinox (Cluj). Volume: „Arme albe” (1969), „Fum și ninsoare” (1972), „Provincia cărturarului” (1975), „Ora morilor de vânt” (1978), „Insula verde” (1986), „Clepsidra cu cenușă” (1999).

- Laszlo Nemeth - (1901-1975). Prozator, eseist, dramaturg, traducător. Redactor la secția literatură de la Radio Budapesta. Debut: (1925) cu volumul de nuvele „Doamna Horvat moare”. Premiul de stat Kossuth pentru drama „Galilei și romanul Egeto” (1957).

- Adrian Oțoiu - (n. 30 aprilie 1958). Prozator. Membru al USR și al Asociației Scriitorilor Profesioniști din România. Premiul USR pentru debut în 1996. Volume: „Coaja lucrurilor sau Dansând cu Jupuita” (roman, 1996), „Chei fierbinți pentru ferestre moi: Carte de calculatoare pentru spirite literatoare” (Editura Paralela 45, 1998) etc.

- Gheorghe Pârja - (n. 2 mai 1950, Desești). Poet, publicist. Debutează în 1968 în „Luceafărul”. A condus cenaclul Alexandru Ivasiuc din Sighet și a sprijinit Festivalul Internațional de Poezie de la Sighet; a inițiat Serile de Poezie de la Desești (1979). Premiul USR la Festivalul Internațional de Poezie (Sighet, 1979), Premiul Special Alexandru Odobescu al Uniunii Ziariștilor Profesioniști din România (1998); premiul „Nichita Stănescu” al Serilor de Poezie de la Desești (1999) - membru USR. Volume: „În numele tatălui” (1996), „Sub podul lui Apollodor” (1998) etc.

- Simion Pop - (n. 25 septembrie 1930, Valea Chioarului). Prozator, publicist. Debutează în 1952 în „Almanah literar”; este vicepreședinte al USR (1964-1968). A primit Premiul Academiei Române pentru volumul „Paralela 45” (1958), premiul Academiei pentru „Anul 15” (1959). Alte volume: „Călătorie cu bucluc” (1955), „Pământul spânzuratului” (1957), „Ore calde” (1962), „Triunghiul” (1964), „Orga de bambus” (1966), „Excelența sa” (1997) etc.

- Ioan Es Pop - (27 martie 1958, Vărai). Poet. Premiul revistei „Luceafărul” (1991), premiul USR (1994 - debut, vol. Ieudul fără ieșire), premiul USR (1999 - pentru volumul „Pantelimon 113 bis”).

- Ion Pop - (1 iulie 1941, Mireșu Mare). Poet, critic literar, eseist, traducător, profesor universitar, director al Centrului Cultural Român din Paris. Debut: 1953 în revista Steaua. Debut editorial în 1966 cu volumul „Propuneri pentru o fântână” (poezii). Premiul USR și Premiul „B.P. Hasdeu” al Academiei Române pentru volumul „Jocul poeziei” (1985); Volume: „Avangardistul poetic românesc” (1963), „Poezia unei generații” (1973), „Nichita Stănescu - spațiul și măștile poeziei” (1980), „Lucian Blaga” (universul liric) - 1981, „Pagini transparente” (1997) etc.

- Lucian Perța - (n. 23 noiembrie 1953, Gâlgău, Sălaj). Directorul Casei de Cultură Vișeu de Sus. Debutează în 1967, în culegerea „Cântec de început”. Din 1994 - rubrică permanentă de parodii în „Luceafărul”. Premiul „I.L. Caragiale” (1989); Premiul la Festivalul Internațional de Poezie de la Sighet (1996), premiul special la Festivalul de la Zalău (1997). Volume: „Folclor eminamente nou din Țara Maramureșului” (1997), „Rondeluri implementate” (1999).
- Pavlo Romaniuc - Născut pe 2 septembrie 1953, Rona de Sus; Poet. Prozator. Membru al USR, al Uniunii Scriitorilor din Ucraina și al Asociației Scriitorilor din New York. Volume (în limba ucraineană): „Castelul păsărilor călătoare” (1976), „Drum fără întoarcere” (1981), „Cămașa lui Nesus” (1997) etc.

- Nicolae Steinhardt - (1912-1989). Eseist, critic literar, memorialist, filosof. Doctor în drept. Redactor la Revista Fundațiilor Regale. În 1973 a venit la Mănăstirea Rohia (Maramures), unde în 1980 a îmbrăcat rasa monahală, devenind monahul Nicolae Delarohia[9]. Premiu pentru critică al Asociației Scriitorilor din București (1980). Volume: „Între viață și cărți” (1976), „Incertitudini literare” (1980), „Prin alții spre sine” (1988), „Postume: Jurnalul fericirii” (1991), „Dăruind vei dobândi” (1992) etc.

- Domokos Szilagyi - (1938-1976). Poet, traducător, critic literar. Debutează în 1956 în revista Utunk, membru al USR. Primește premiul USR (1972) pentru volumul ”Sajtoertekezlet”.

- Ion Șiugariu - (1914-1945). Poet. A debutat cu poezia „Imn tinereții”, în revista „Observator” (Beiuș), în anul 1934. Debut editorial cu volumul „Trecere prin poarta albă” (1938). Colaborator al unor prestigioase reviste de cultură din țară; Alte volume: „Paradisul peregrinar” (1942), „Țara de foc” (1943), „Carnetul unui poet căzut în război” (1968), „Țara crinilor” etc.

- Tiberiu Utan - (1930, Văleni, comuna Călinești-1994). Poet. Redactor-șef la Gazeta literară și la Editura Tineretului. Director la Editura Ion Creangă. Debut: În 1948, în ziarul Lupta Ardealului (Cluj). Premiul „George Coșbuc” al Academiei Române pentru volumul „Versuri” (1961); Volume: „Chemări” (1955), „Carte de vis” (1965), „Steaua singurătății” (1968), „Legende române” (1985), „Drumul ierburilor” (1995).

- Echim Vancea - (n. 19 octombrie 1951, Nănești). Membru fondator al Cenaclului Alexandru Ivasiuc, membru al Asociației Măiastra, unul dintre inițiatorii Festivalului Internațional de Poezie de la Sighet și al Serilor de poezie „Nichita Stănescu” de la Desești. Director al Editurii Echim. Volume: „Fotografie după un original pierdut” (1990), „Doctor fără arginți” (1997), „Abatere de la dialog” (1998).[10]

- Elie Wiesel - (1928, Sighetu Marmației-2016). Prozator. Profesor universitar la New York și Boston, laureat al premiului Nobel pentru pace (1986). Debut: volumul de nuvele „și lucrarea a rămas tăcută” (1956). A scris peste 30 de volume (romane, eseuri, piese de teatru). Laureat al Premiului Nobel pentru Pace (1986); Volume: „La Nuit” (1958), „Le Jour” (1961), „Le Mendiant de Jerusalem” (1968), „Paroles d*etranger” (1982) etc.

- Ion Zubașcu - (n. 18 iunie 1948, Dragomirești). Poet. Premiu pentru debut al Editurii Albatros (1982) pentru volumul „Gesturi și personaje”. Alte volume: „Omul de cuvânt” (1991), „Întoarcerea lui Dumnezeu ... ” (1995), „Omul disponibil” (1999) etc.
- Nicolae  Scheianu. Poet. Născut în 20 septembrie 1957 în localitatea Scheiu, Dâmbovița. Absolvent al Institutului de Invațământ Superior din Baia Mare, Facultatea de Filologie, secția română-engleză (1983-1987). Profesor de limba română și engleză la scoli și licee din Bistrița, Beclean și Baia Mare. Din 1996-2001 inspector la Inspectoratul pentru Cultură Maramureș, între 2001-2002 - director la Centrul Creatiei Populare Maramures din Baia Mare, din 2002 până în 2024, referent de specialitate, apoi consultant artistic literatură la Centrul Județean Pentru Conservarea și Promovarea Culturii Tradiționale ”Liviu Borlan” Maramureș, din Baia Mare. A publicat volumele de poezie: ”Haine groase și cărți de citit” (Editura Cybela, 1996,  Baia Mare, ”Pietre din Potop” (Ed. Vinea, 2016, București), ”Poeme(le) miraculoase” (Ed. Grinta, Cluj Napoca, 2021)  și ”O Antologie a poeziei maramureșene de la poezia populară până în 2009”, (Ed. Ethnologica, Baia Mare, 2010), O Antologie a prozatorilor maramureșeni (Ed. Ethnologica, Baia Mare, 2014), ”O Antologie de proză maramureșeană contemporană (Ed. Ethnologica, 2021) . A obținut numeroase premii pentru poezie și pentru volumele de antologii, printre care ”Premiul pentru volum la Festivalul Internațional de poezie de la Sighetu Marmatiei (2016), Premiul ”Scriitorul anului”, 2022, Premiul ”Cartea Anului” Baia Mare și Premiul ”Colocviilor George Coșbuc” de la Bistrița etc. Este membru al Uniunii Scriitorilor din Romania, Filiala Cluj.